# Tawang Rejo (Belitang)
Tawang Rejo is een bestuurslaag in het regentschap Ogan Komering Ulu van de provincie Zuid-Sumatra, Indonesië. Tawang Rejo telt 1599 inwoners (volkstelling 2010).